# テンニョインコ
テンニョインコ（Polytelis alexandrae）は、オウム目インコ科に分類される鳥類。

## 分布
オーストラリア中部（西オーストラリア州西部、ノーザンテリトリー南部、南オーストラリア州北部）固有種

## 形態
全長35-45cm。尾が長く全長の半分ほどを占める。
頸部や背は緑褐色、腰は尾羽の色彩は青みがかった灰緑色、腰は淡い青紫色の羽毛で被われる。喉はピンク色、腹部は青みがかった灰色の羽毛で被われる。下尾筒は黄緑色。外側尾羽の下部には黄色や赤、灰色の斑紋が入る。小雨覆および中雨覆は黄緑色で、初列中雨覆および小翼羽は青から紫色、風切りは灰緑色。
嘴の色彩はピンクがかったオレンジ色。
オスは頭部が水色の羽毛で被われる。メスはオスよりも頭部の水色および喉のピンク色が淡い。

## 生態
基底が砂の低木林や荒地、スピニフェックスなどの草原、ユーカリやカジュアリーナ、アカシアなどの疎林に生息する。単独、ペアもしくは15羽以下の小規模な群れを形成して生活する。樹上で静止する際には枝に対して平行に止まる。
食性は植物食で、主にイネ科の種子を食べるが、他の植物の種子も食べる。地表で採食を行う。
繁殖形態は卵生。周年繁殖すると考えられている。水辺の森林で樹洞内に木屑を敷いた巣を作り、1回に4-6個の卵を産む。メスのみが抱卵し、抱卵期間は約21日。雛は孵化してから5-6週間で巣立つ。繁殖後は営巣場所から移動する。

## 人間との関係
開発による水資源の競合などによる生息数の減少が懸念されている。オーストラリアでは法的に保護の対象とされている。大規模な移動を行う事から生息数の調査は難航している。